# Heliotropium microphyllum
Heliotropium microphyllum là loài thực vật có hoa trong họ Mồ hôi. Loài này được Sw. ex Wikstr. mô tả khoa học đầu tiên năm 1827.